# وايت كاسل (مطعم)
وايت كاسل هي سلسلة مطاعم هامبرغر أمريكية لديها 377 فرع في 13 ولاية مع وجودها الأكبر في وسط غرب الولايات المتحدة ومنطقة العاصمة نيويورك.